# Selamia
Selamia là một chi nhện trong họ mierenjagers (Zodariidae).

## Các loài
Các loài trong chi này gồm:
- Selamia numidica Jocqué & Bosmans, 2001
- Selamia reticulata (Simon, 1870) *
- Selamia tribulosa (Simon, 1909)